# Бранко Црвенковски
Бранко Црвенковски (Сарајево, 12. октобар 1962) је македонски политичар, бивши председник Северне Македоније и бивши председник македонске владе.
Дипломирао је 1986. на теми из информатике и аутоматизације на Електротехничком Факултету Универзитета Свети Ћирил и Методије у Скопљу.
Бранко Црвенковски је био председник Северне Македоније од април-а 2004. до 2009. Био је премијер у периоду од 2002. до април 2004. Председник је постао у другом кругу избора, када је победио опозиционог кандидата Сашка Кедева. Место председника је наследио од трагично погинулог Бориса Трајковског који је погинуо 26. фебруара 2004. у авионској несрећи, на прилазу аеродрому Мостар. На месту председника наследио га је у мају 2009. Ђорге Иванов.
Црвенковски је био изабран за члана македонског парламента 1990. на првим вишестраначким изборима у бившој Југославији. Пре тога је био директор компаније Семос.